# Fritz Klippel
Fritz Klippel, úředně také Bedřich Klippel (24. února 1900 v Mostě – září 1955 v Berlíně, Německo), byl německý divadelní a filmový herec, divadelní intendant a režisér.

## Životopis

### Mládí a umělecké začátky

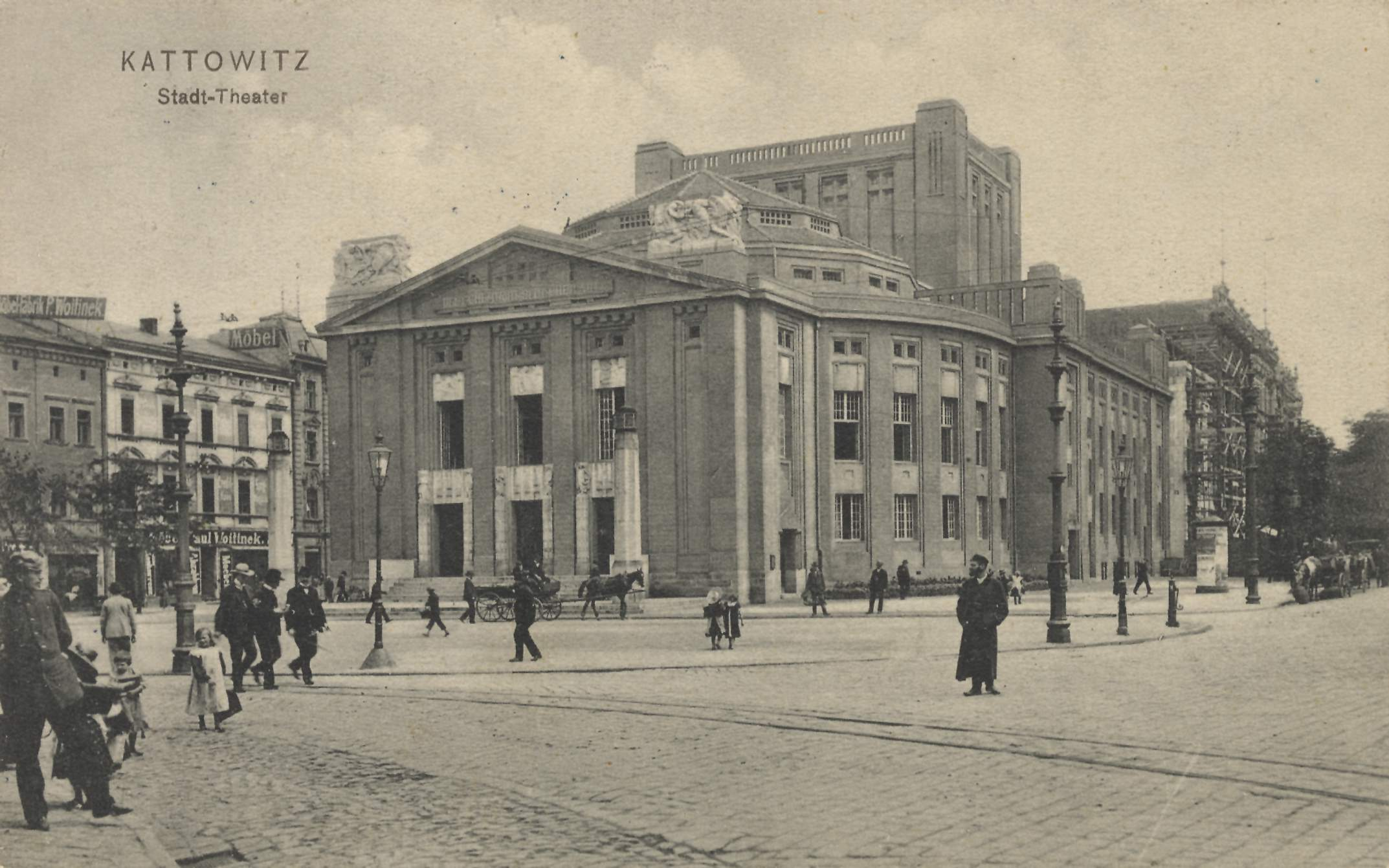
Stadt-Theater Kattowitz, první angažmá Fritze Klippela.

Narodil se jako Friedrich Franz Klippel 24. února 1900 v Mostě v rodině c.k. cejchmistra Wenzela Klippela, původem z Liptic (*1866), a Emilie roz. Fleck, původem z Rudolic nad Bílinou (*1865). Absolvoval gymnázium a roku 1916 začal studovat v Teplicích farmacii. Roku 1918 narukoval jako jednoroční dobrovolník k Bosensko-hercegovskému pěšímu pluku č. 4. Po skončení války se zapojil do sudetoněmecké domobrany.
Po potlačení německého povstání odešel do Berlína a na Reichersche Schauspielschule Friedricha Moesta vystudoval herectví. Po studiích nastoupil do prvního angažmá v divadle Stadt-Theater Kattowitz (dnes Teatr Śląski) jako představitel mladých hrdinů a milovníků a strávil zde bouřlivou sezónu 1920–1921, tedy období plebiscitu o dalším státním začlenění oblasti a období Třetího slezského povstání. Následovalo herecké působení v Breslau, Kielu, Chemnitz a v sezóně 1925–1926 angažmá v renomovaném divadle Hamburger Kammerspiele ředitele Ericha Ziegela. Sezónu 1926–1927 strávil v divadle Neues Schauspielhaus Königsberg in Preußen pod vedením Fritze Jessnera. Během tamního pobytu se 27. listopadu 1927 oženil s hereckou kolegyní Maňou (Manjou) Bogdanovou, původem z Vídně (*1902). Klippelova umělecká kariéra pak dvě sezóny pokračovala v divadle Nationaltheater Mannheim. Jeho tamní pobyt dokládá i cestovní pas, vystavený československým konzulátem ve Stuttgartu v lednu 1929. K tomuto období jeho života se vážou deníkové záznamy mannheimské maturantky Hildy S., která s hercem udržovala velmi blízký vztah.

### Berlín a Zürich

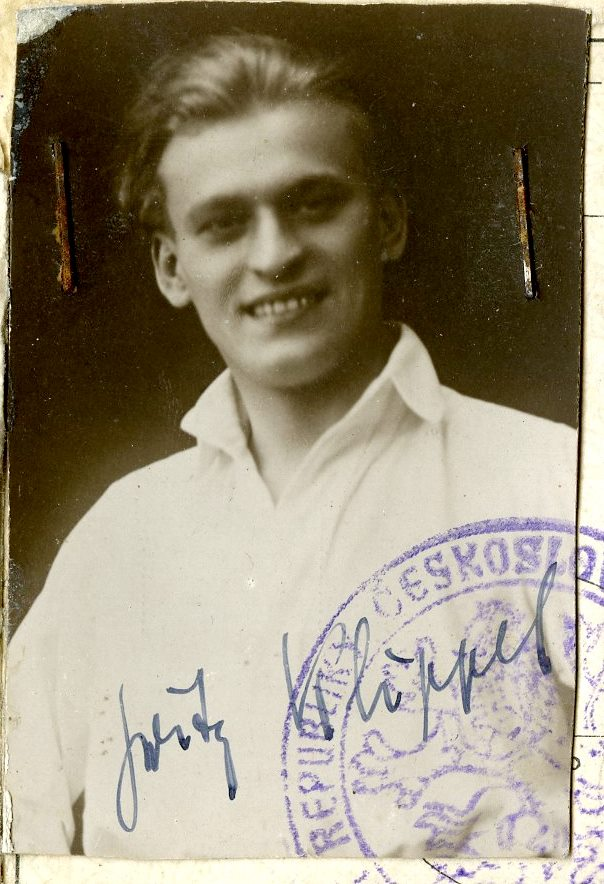
Fritz Klippel na pasové fotografii (leden 1929).

Na sezónu 1929–1930 dostal Klippel angažmá v berlínském divadle Preußisches Staatstheater (Schauspielhaus am Gendarmenmarkt a Schillertheater), a to před koncem působení intendanta Leopolda Jessnera. Kromě nově nastudovaných rolí v několika komediích nebo ve Strindbergově hře Gustaf Adolf (role Stenbock) se úspěšně zapojil i do starších inscenací: např. jako Wilhelm von Grumbach v Hauptmannově hře Florian Geyer (fotografie v infoboxu) nebo jako Gottlieb Hilse ve hře Die Weber téhož autora. Sezónu 1930–1931 podle povolení k pracovnímu pobytu strávil v divadle Schauspielhaus v Zürichu. V této době začal spolupracovat i s filmovými společnostmi, v letech 1931–1932 se herecky podílel na čtyřech německých filmech. Roku 1932 ho obsadil Max Reinhardt do role Siegfrieda von Mörnera v rozhlasové inscenaci hry Heinricha von Kleista Prinz Friedrich von Homburg, natočené společností Reichs-Rundfunk-Gesellschaft (RRG). Na sezónu 1932–1933 se vrátil zpět do Berlína a nastoupil prestižní angažmá v divadle Deutsches Theater, které v té době Max Reinhardt pronajímal tvůrčímu tandemu Karl Heinz Martin – Rudolf Beer. V Reinhardtově inscenaci Kleistovy hry Prinz Friedrich von Homburg si zahrál titulní roli (ovšem ve třetím obsazení), v německé premiéře hry Františka Langera Engel unter uns (Andělé mezi námi) hrál roli Ševce. Premiéra hry Gott, Kaiser und Bauer (Isten, császár, paraszt) maďarského komunistického spisovatele Gyuly Háye (Klippel hrál roli Wenzela von Duby) v prosinci 1932 skončila diváckými nepokoji, policejním zásahem a odvoláním vedení divadla. Po nástupu nacistů k moci se v Německu existenční možnosti všech občanů ČSR velmi zúžily. Během poslední berlínské sezóny 1933–1934 byl Klippel členem berlínské skupiny dvanácti nezaměstnaných herců Die Vaganten, kterou organizoval katolický farář Melchior Grossek a umělecky vedl Josef Karma. Ve svém životopisu uvádí pro tuto dobu ještě působení v Deutsches Nationaltheater am Schiffbauerdamm a v zájezdové části divadla Agnes-Straub-Theater (tzv. Agnes-Straub-Tournée-Ensemble). Tyto informace ovšem nelze ověřit v nezávislých divadelních zdrojích.

### Praha, Rathen, Liberec, Krakov

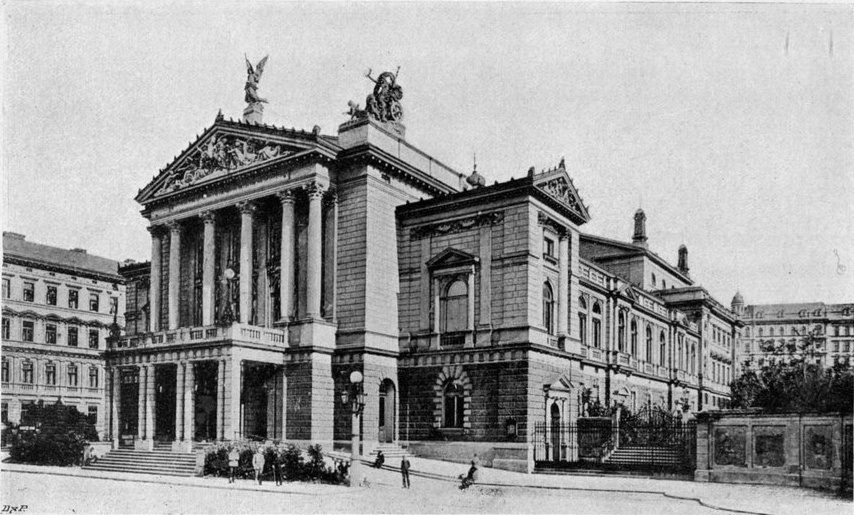
Neues Deutsches Theater v Praze (asi v roce 1907).
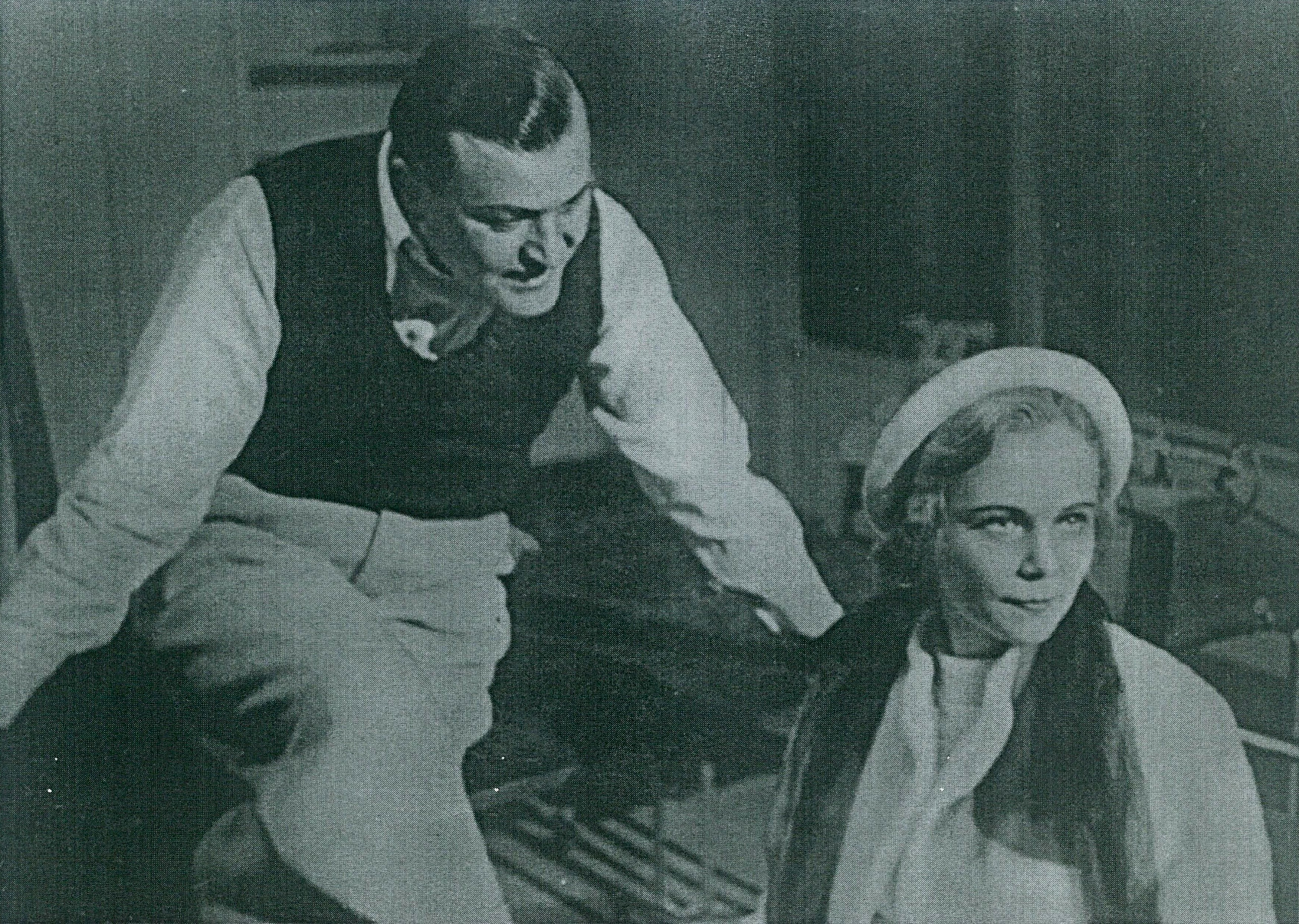
Fritz Klippel jako Centrální ředitel Harry Domin a Marion Wünsche jako Helena Gloryová v inscenaci Čapkovy hry W.U.R. v pražském Neues Deutsches Theater (1935).
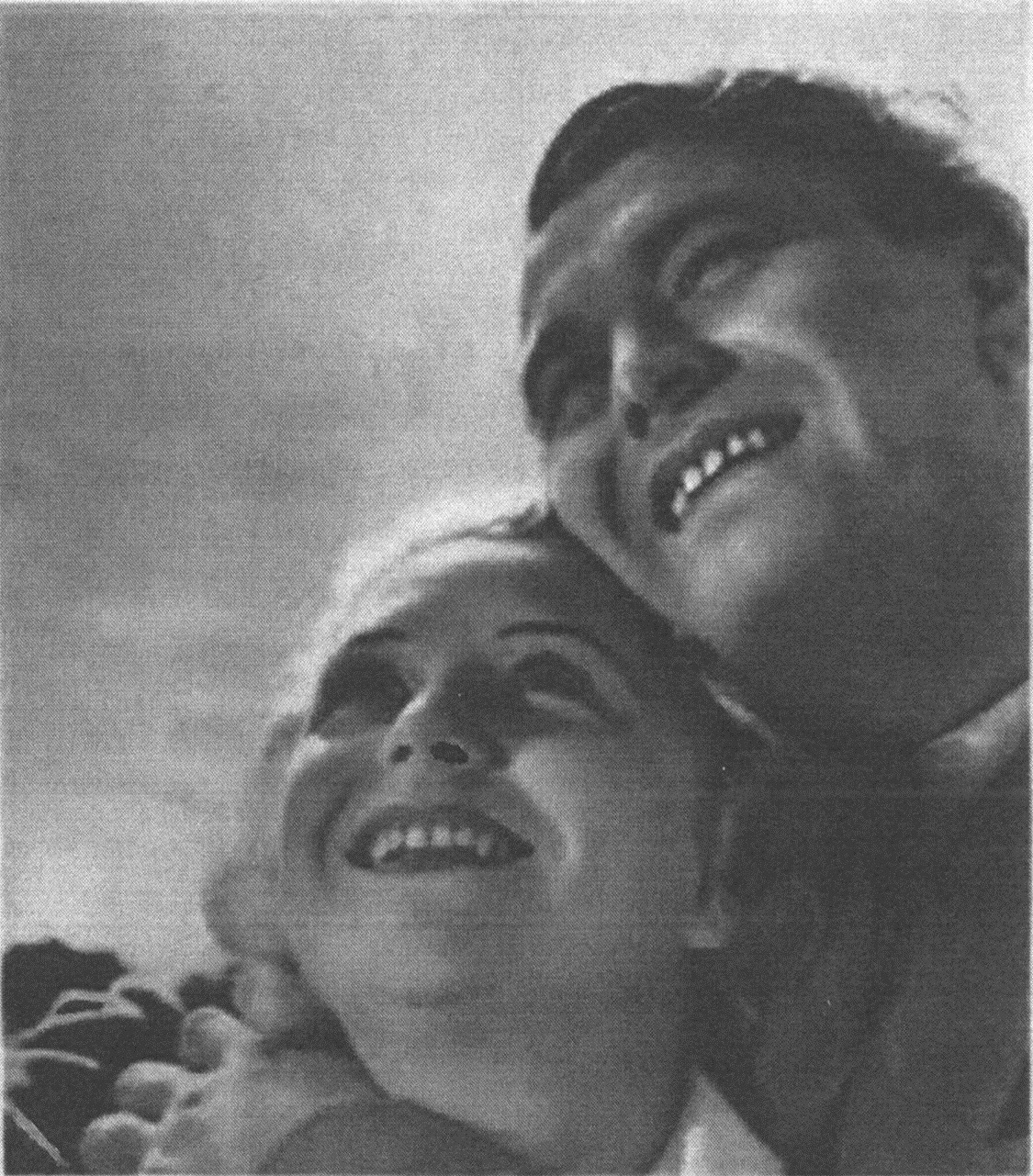
Jiřina Čermáková a Fritz Klippel (jako Bedřich) v experimentálním filmu Otakara Vávry Listopad (1935).

V lednu 1934 byl pozván k hostování v inscenaci Schillerovy hry Wallensteins Tod do pražského Neues Deutsches Theater. Vystoupení se setkalo s úspěchem a Klippel zde získal od další sezóny stálé angažmá. V srpnu se s manželkou do Prahy přestěhovali, krátce nato se však rozvedli. V pražském německém divadle si rychle vybudoval solidní postavení, byl obsazován do významných rolí a i pražská německá kritika hodnotila jeho herecké výkony většinou kladně (viz níže soupis rolí s odkazy). Do Prahy přišel jako představitel rolí hrdinských, ale podle některých pramenů ve svém oboru příliš neuspěl a více byly oceňovány jeho výkony v charakterních rolích. Dostupné kritiky však toto tvrzení nepodporují. Brzy začal být obsazován do německojazyčných československých koprodukčních filmů a zahrál si i v českém experimentálním filmu Listopad Otakara Vávry. Spolupracoval s německým vysíláním pražského Radiojournalu. Ve svém životopisu uvedl, že v té době také s vlastním souborem vystupoval na akcích Sudetoněmecké strany, a to zejména v Žatci. V roce 1938 byl v Neues Deutsches Theater obsazen do titulní role v připravované inscenaci Shakespearova Hamleta, ale ještě před její realizací (premiéra se uskutečnila v květnu) a před koncem sezóny z divadla odešel. Podle některých pramenů, které se odvolávají na nejmenované dobové „fašistické noviny", mohl Klippelův odchod souviset s jeho účastí na slavnostním představení ke sjezdu Sudetoněmecké strany, s níž spolu s několika málo dalšími herci NDT sympatizoval. Podle seriózního listu Bohemia však šlo o normální inscenaci v žateckém divadle, kterou režíroval a v níž se dvěma dalšími kolegy z NDT hrál. Takže hlavním důvodem Klippelova odchodu spíše bylo nadcházející angažmá v německém přírodním divadle Felsenbühne Rathen, kde byl obsazen do role Old Shatterhanda v připravované inscenaci Winnetou. Letní sezónu prokazatelně strávil v Rathenu.
Od září 1935 žil Klippel ve společné domácnosti s pražskou německou herečkou a rozhlasovou hlasatelkou Margarete Schell v jejím bubenečském bytě. Již předtím společně napsali pro německé vysílání Radiojournalu Praha pohádkovou rozhlasovou hru Das papierene Schloß, kterou o rok později, zřejmě díky Klippelovým dobrým kontaktům v Sudetech, dokonce živě odehrálo divadlo v Jablonci nad Nisou. Ve stejné době, kdy odešel z divadla, odstěhoval se i z bytu Margarete Schell. Vztah patrně skončil – po návratu z Rathenu si v Praze našel jiný byt a jeho bývalá partnerka v té době odjela k prarodičům do Burgenlandu.
Údaje o dalším Klippelově působení se různí. Podle některých pramenů se v září vrátil do Prahy, začal zkoušet v poslední inscenaci NDT roli Markýze Posy v Schillerově Donu Carlosovi, ale práci nedokončil, protože byl jmenován intendantem libereckého Stadttheater. Druhý z pramenů se však odvolává na zprávu brněnského deníku Tagesbote až z ledna 1939, kde o Donu Carlosovi není ani zmínka. Jde tedy spíše o nešťastně postupně přebíraný chybný výklad zdrojových informací. Podle deníku Bohemia z října 1938 měl naopak nastoupit se dvěma dalšími pražskými herci do divadla v Ústí nad Labem.

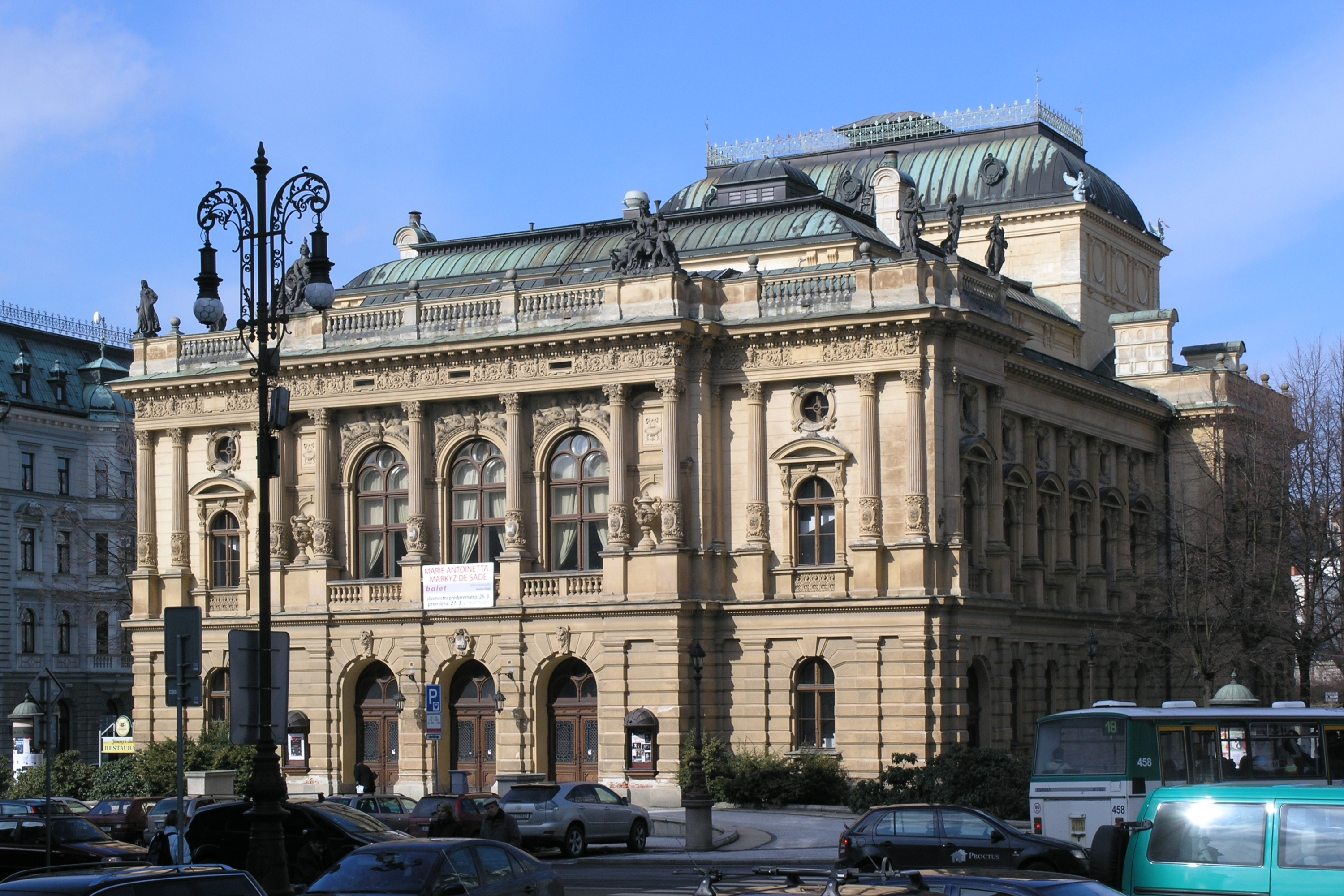
Divadlo F. X. Šaldy v Liberci, dříve Stadttheater (podoba v roce 2009).
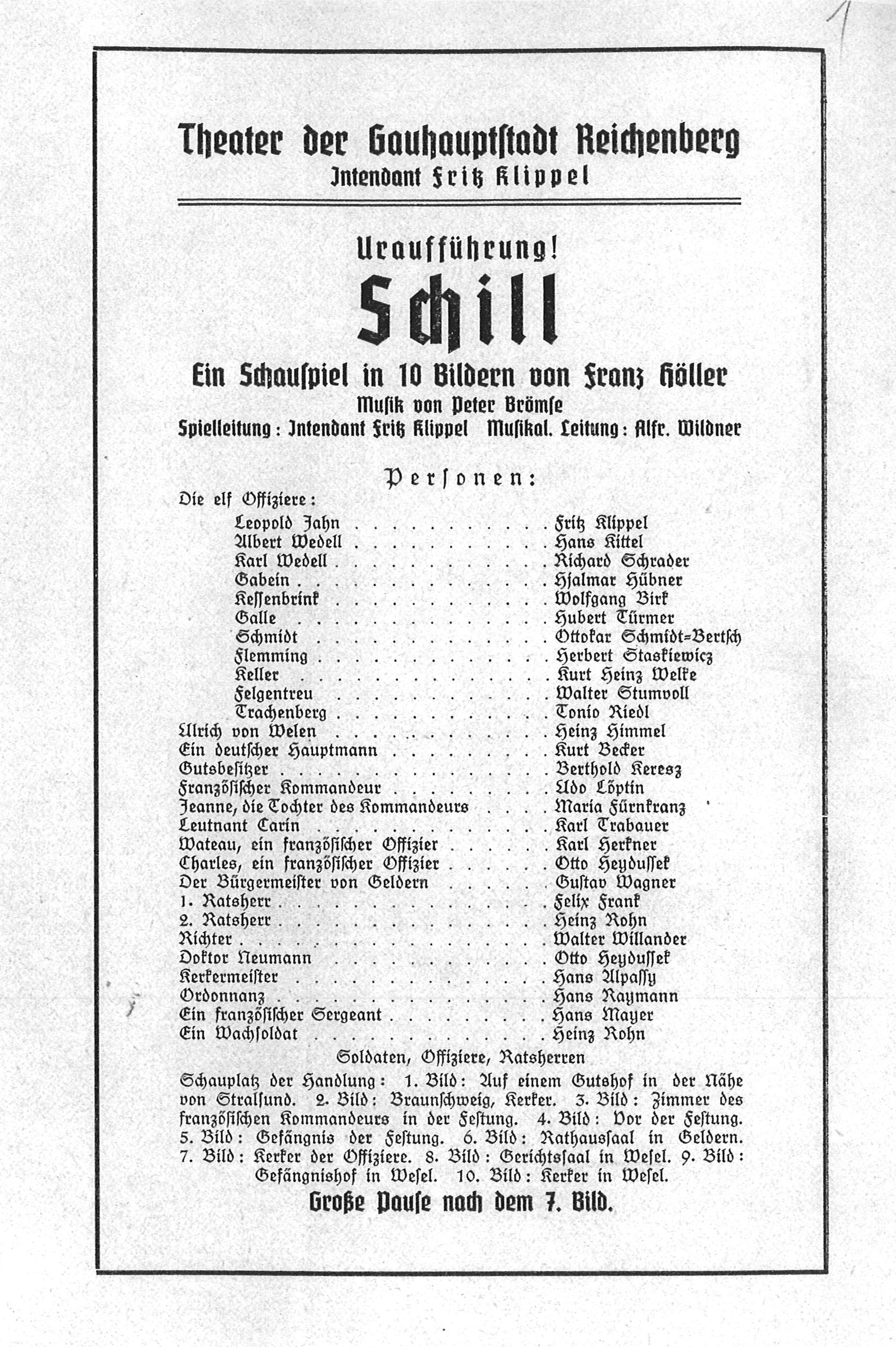
Plakát k premiéře hry Schill v Theater der Gauhauptstadt Reichenberg (11. 2. 1939).
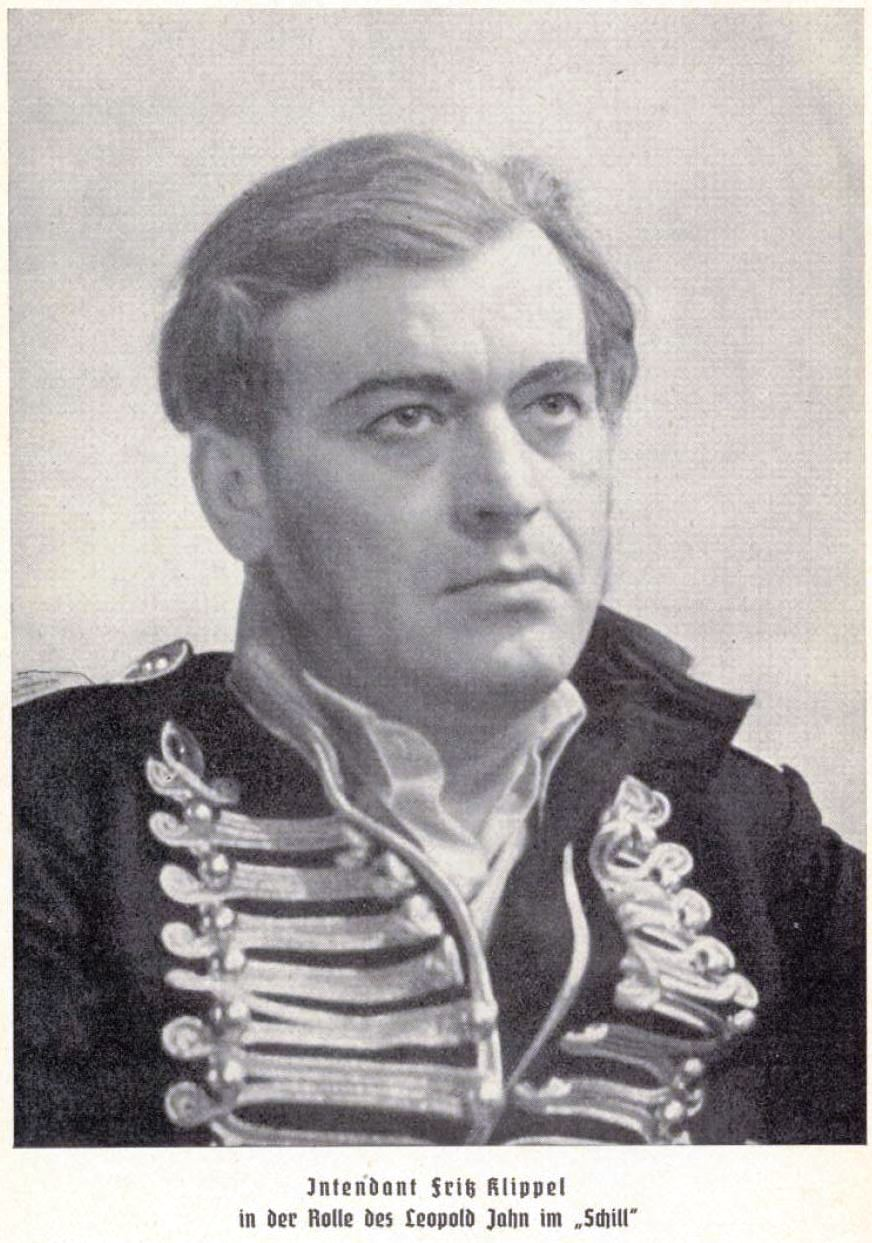
Fritz Klippel jako Leopold Jahn ve hře Franze Höllera Schill (1939).

Podle libereckých pramenů nastoupil v listopadu 1938 v Liberci jako herec a režisér (viz níže soupis díla s odkazy). Po odchodu dosavadního intendanta Thea Antona Modese do Brna byl od ledna 1939 pověřen jeho zastupováním a krátce před koncem sezóny, po schválení říšským ministerstvem pro lidovou osvětu a propagandu, byl do funkce řádně jmenován na období dvou sezón. Po podpisu Mnichovské dohody se Liberec stal hlavním městem Říšské župy Sudety a tomu odpovídala i nová úloha tamního divadla a požadavky na jeho repertoár. Kromě předvídatelných veseloher, např. Der Widerspenstigen Zähmung (The Taming of the Shrew) Williama Shakespeara, Mein Sohn – Herr Minister (Fiston) André Birabeaua, Robinson soll nicht sterben Friedricha Forstera aj., byly uváděny hry hrdinské a k bojovnosti povzbuzující. Jedním z prvních Klippelových počinů ve funkci intendanta byla režie hry sudetoněmeckého spisovatele a nově i šéfa župní propagandy Franze Höllera Schill, vlastenecké tragédie z časů napoleonské okupace části Pomořanska. Inscenace byla dedikována obětem sudetoněmeckého boje za svobodu. Jako intendant působil Klippel do konce března 1940, kdy na funkci rezignoval, údajně kvůli sporům s šéfem župní propagandy, tedy s Franzem Höllerem. Jeho posledním počinem v Liberci byla režie Goethova Fausta. Klippel i přes zkrácené funkční období jako intendant uspěl. Vybudoval nový operní soubor, obohatil program divadla o dopolední matiné a dětská představení. Zasloužil se o stavební úpravy budovy, při nichž se zvětšilo jeviště a prostory pro herce a hudebníky v zázemí, nechal vybavit divadlo novou světelnou technikou, zajistil nové zkušebny v okolních domech. Podle přihlášek k pobytu setrval v Liberci až do konce srpna 1940, kdy patrně odcestoval do Berlína.
O jeho životě a činnosti v dalším období do konce války existují pouze kusé informace. Pražské přihlášky uvádějí jeho zdejší souvislý pobyt do května 1941 a pak obsahují dva nejasné záznamy z roku 1943. Podle berlínského archivu byly od 9. 6. 1942 jeho posledním známým bydlištěm Podmokly. Podle německých divadelních pramenů působil v sezóně 1940–1941 u Gastspieldirektion Otto Müller, což byla agentura pro organizaci kulturních programů pro vojáky Wehrmachtu. Představení se konala v různých městech a zpravidla ve stanu. Odtud pracovní název „Zelttheater“. Klippel zde podle zachovaných cedulí hrál Béralda v Molièrově hře Der eingebildet Kranke (Le Malade imaginaire) a Ředitele Viertritta ve hře Die drei Jungfrauen von Orleans od Zdenka von Krafta. Poslední dvě sezóny, kdy v nacistickém Německu divadla ještě mohla fungovat, působil v krakovském divadle Staatstheater des Generalgouvernements (dnes Teatr im. Juliusza Słowackiego). Podle vzpomínek bývalého dramaturga NDT byl v tomto období pozván ředitelem Oskarem Wallkem do Prahy k pohostinské režii hry Erwina Guida Kolbenheyera Gregor und Heinrich. Premiéra se uskutečnila 15. února 1943 v divadle Deutsches Schauspielhaus. Tím se zároveň vysvětlují záhadné záznamy z pražských přihlášek.

### Poválečné Německo
Podle německých pramenů se po válce Klippel podílel na obnovení provozu divadla Württembergisches Staatstheater ve Stuttgartu. V zemském archivu Bádenska-Württemberska jsou dostupné cedule k jednotlivým představením, z nichž lze odvodit i soupis jeho rolí (viz níže). V úvodní sezóně 1946–1947 dostával střední a větší role, v sezóně následující se musel spokojit s malými rolemi a alternacemi. V prosinci 1947 si vyzkoušel i režii, byť dětské odpolední inscenace, jež se ovšem udržela na repertoáru až do konce února. Podle dostupných informací odehrál ve Stuttgartu poslední představení 6. 6. 1948 v inscenaci Gyges und sein Ring. V této době spolupracoval i s rozhlasovou stanicí Radio Stuttgart, kde v letech 1945–1952 účinkoval v celé řadě rozhlasových inscenací. Případnou souvislost jeho stuttgartského působení s tamním pobytem a zaměstnáním jeho bývalé partnerky Margarete Schell nelze prokázat.
Německý filmový lexikon a divadelní ročenka uvádějí, že v sezóně 1950–1951 působil jako hostující divadelní režisér u společnosti Wanderbühne Neckarsulm, v současnosti známé jako Die Badische Landesbühne Bruchsal. Dále jeho stopa téměř mizí, pouze podle IMDb hrál malou roli ve východoněmeckém filmu Gefährliche Fracht z roku 1954. Podle divadelního lexikonu byl přijat do angažmá Deutsches Theater v Berlíně, ale krátce nato v září 1955 zemřel. Přesné datum úmrtí ani místo posledního odpočinku nejsou známé.

## Dílo

### Divadelní a rozhlasové hry
- Das papierene Schloß (spoluautorka Margarete Schell), pohádka pro děti, německé vysílání Praha II 26. 12. 1934 (datum vysílání).[23] O rok později ji živě odehrálo divadlo v Jablonci nad Nisou.[24]
- Wo sich die Füchs' gute Nacht sagen, komedie o lidovém písničkáři Antonu Güntherovi z Božího Daru měla být v sezóně 1936–1937 hrána divadlem v Chemnitz.[44]
- Sommerfrischler im Gebirge, komedie z hor, německé vysílání Praha I 20. 6. 1937 (datum vysílání).[45][46]

### Divadelní role v Neues Deutsches Theater Praha
- Wallensteins Tod, Friedrich Schiller, režie: Max Liebl, premiéra: 13. 1. 1934, pohostinsky v roli: Max Piccolomini[47];
- Hedda Gabler, Henrik Ibsen, režie: Julius Gellner, premiéra: 5. 9. 1934, role: Eilert Lörborg[48];
- Sensationsprozeß, Edward Wool, režie: Arnold Marlé, premiéra: 27. 9. 1934, role: Sir Mac Loddon[49];
- Peer Gynt, Henrik Ibsen, překlad: Christian Morgenstern, režie: Max Liebl, premiéra: 20. 10. 1934, role: Peer Gynt[50];
- Die Braut von Messina, Friedrich Schiller, režie: Arnold Marlé, premiéra: 9. 11. 1934, role: Don Cesar[51];
- Menschen in Weiß (Men in White), Sydney Kingsley, režie: Max Liebl, premiéra: 24. 11. 1934, role: Mladý lékař[52][53];

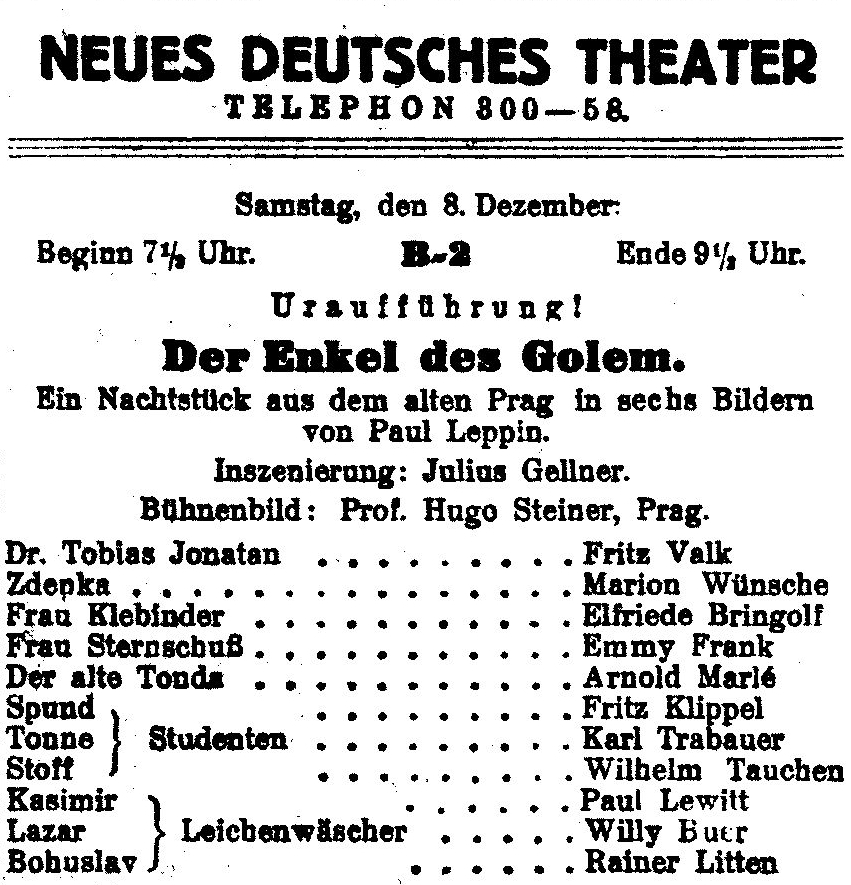
Anonce premiéry v listu Prager Tagblatt 8. 12. 1934.

- Der Enkel des Golem, Paul Leppin, režie: Julius Gellner, premiéra: 8. 12. 1934, role: Spund, Student[54];
- Gesellschaft (Loyalties), John Galsworthy, překlad: Leon Schalit, režie: Renato Mordo, premiéra: 27. 12. 1934, role: Hauptmann i. R. Ronald Dansey[55];
- Juarez und Maximilian, Franz Werfel, režie: Max Liebl, premiéra: 11. 1. 1935, role: Maximilian[56];
- Ich gab's getan!, Martin Gläser, režie: Max Liebl, premiéra: 3. 2. 1935, role: Ing. Walter Herner[57];
- Gentlemen, Sidney Philipps, režie: Walter Taub, premiéra: 16. 3. 1935, role: Ivers[58];
- Fräulein Julie (Fröken Julie), August Strindberg, režie: Fritz Valk, premiéra: 4. 4. 1935, role: Jean[59];
- Glorius, der Wunderkomödiant (Komediant Hermelín), Vilém Werner, překlad: Max Brod, režie: Arnold Marlé, premiéra: 10. 4. 1935, role: Lajos[60];
- Dantons Tod, Georg Büchner, režie: Julius Gellner, premiéra: 14. 5. 1935, role: Camille Desmoulins[61];
- Regen und Wind, Merton Hedge, dramatizace: Detlev Sierck, režie: Heinrich Fischer, premiéra: 1. 6. 1935, role: Gilbert Raymond[62];
- Cenodoxus, Doktor von Paris, Jakob Bidermann, přebásnil: Joseph Gregor, režie: Max Liebl, premiéra: 27. 6. 1935, role: Cenodoxus[63];
- Die heilige Johanna (Saint Joan), George Bernard Shaw, překlad: Siegfried Trebitsch, režie: Max Liebl, premiéra: 8. 9. 1935, role: Dunois, Bastard von Orleans [64];
- W.U.R. (R.U.R.), Karel Čapek, překlad: Otto Pick, režie: Julius Gellner, premiéra: 24. 9. 1935, role: Harry Domin[65];
- Artisten, George Watters a Arthur Hopkins, režie: Arnold Marlé, premiéra: 9. 10. 1935, role: Bozo;
- Die erste Legion (The First Legion), Emmet Lavery, překlad a úprava: Friedrich Schreyvogel, režie: Max Liebl, premiéra: 23. 11. 1935, role: Pater Mark Ahern[66];
- Damals und heute (1900–1930), Kabaretní pásmo, režie: Julius Gellner a Rudolf Stadler, premiéra: 30. 11. 1935, role: Zweiter Schauspieler[67];
- Der lächerliche Sir Anthony, H. G. Tennyson Holme (vlastním jménem Hans José Rehfisch), režie: Martin Costa, premiéra: 10. 12. 1935, role: Mac Allan[68];
- Ein Verbrechen (Ett brott), Sigfrid Siwertz, překlad: Marguerite Duvinage, režie: Arnold Marlé, premiéra: 12. 2. 1936, role: Rutger von Degerfelt[69];
- Lysistrata (Λυσιστράτη), Aristofanés, úprava: Otto Roeld, režie: Julius Gellner, premiéra: 8. 3. 1936, role: Kinesias [70];
- Spiel um die Welt, Walter Seidl, režie: Arnold Marlé, premiéra: 22. 3. 1936, role: Chan[71];
- Ein Kind klagt an (The Children's Hour), Lillian Hellman, překlad: Marianne Kempner, režie: Max Liebl, premiéra: 3. 4. 1936, role: Dr. Josef Cardin[72];
- Mordprozeß Folkner (Night of January 16th), Ayn Rand, režie: Arnold Marlé, premiéra: 11. 4. 1936, role: Der wilde Regan[73];
- Ein Volksfeind (En folkefiende), Henrik Ibsen, překlad: Wilhelm Lange, režie: Max Liebl, premiéra: 6. 5. 1936, role: Hovstadt[74];
- Menschen auf der Eisscholle (Lidé na kře), Vilém Werner, překlad a režie: Arnold Marlé, premiéra: 8. 5. 1936, role: Ing. Fritz Junek[75];
- Faust, Johann Wolfgang von Goethe, úprava: Richard Beer-Hofmann, režie: Max Liebel, premiéra: 6. 9. 1936, role: Faust[76];
- Baumeister Solneß (Bygmester Solness), Henrik Ibsen, režie: Julius Gellner, premiéra: 22. 9. 1936, role: Dr. Herdal[77];
- Die Reiterpatroulle (Jízdní hlídka), František Langer, překlad: Otto Pick, režie: Arnold Marlé, premiéra: 15. 10. 1936, role: Matějka[78];
- Nathan der Weise, Gotthold Ephraim Lessing, režie: Max Liebel, premiéra: 19. 10. 1936 (pro mládež), role: Junger Tempelherr;
- Fröhlich drehn wir uns im Kreise (Merrily We Roll Along), George Simon Kaufman a Moss Hart, režie: Arnold Marlé, premiéra: 11. 11. 1936, role: Richard Niles[79];
- Stimmen in und um uns, Hans Multerer[80], režie: Max Liebel, premiéra: 28. 11. 1936, role: Kain[81];
- Fuhrmann Henschel, Gerhart Hauptmann, režie: Karl Meinhard, premiéra: 8. 12. 1936[82];
- Es kommt nicht zum Krieg (La guerre de Troie n'aura pas lieu), Jean Giraudoux, překlad: Annette Klob a Berta Zuckerkandl, režie: Julius Gellner, premiéra: 26. 12. 1936, role: Hektor[83];
- Gefängnis ohne Gitter, Thomas Foster, námět Gina Kaus, režie: Walter Taub, premiéra: 19. 1. 1937, role: Dr. Edgar Marshall[84];
- Fräulein Else, Ernst Lothar, námět Arthur Schnitzler, režie: Max Liebl, premiéra: 30. 1. 1937, role: Herr von Dorsday[85];
- Alarm im Radio, Hans Regina Nack, režie: Arnold Marlé, premiéra: 13. 3. 1937, role: Manuel Lafuente[86];
- Maria Stuart, Friedrich Schiller, režie: Arnold Marlé, premiéra: 21. 3. 1937, role: Mortimer[87];
- Bauernkrieg, Franz Hauptmann, režie: Max Liebl, premiéra: 15. 4. 1937, role: Josz Fritz[88];
- Ein idealer Gatte (An Ideal Husband), Oscar Wilde, překlad a úprava: Karl Lerbs, režie: Max Liebl, premiéra: 17. 5. 1937, role: Sir Robert Chiltern[89];
- Die Verschwörung des Fiesco zu Genua, Friedrich Schiller, režie: Julius Gellner, premiéra: 12. 6. 1937, role: Gianettino Doria[90];
- Jedermann, Hugo von Hofmannsthal, režie: Max Liebl, premiéra: 20. 6. 1937 – Sala terrena ve Valdštejnské zahradě, role: Jedermann[91];
- Rausch (Brott och Brott), August Strindberg, překlad: Heinrich Goebel, režie: Julius Gellner, premiéra: 11. 9. 1937, role: Maurice[92];
- Das Dorf ohne Männer, Ödön von Horváth, režie: Max Liebl, premiéra: 24. 9. 1937, role: Der Graf von Hermannstadt[93];
- Nachtasyl (На дне), Maxim Gorki, překlad: August Scholz, režie: Max Liebl, premiéra: 9. 10. 1937, role: Wasja[94];
- Parkstraße 13, Axel Ivers, režie: Arnold Marlé, premiéra: 19. 10. 1937, role: Ernst Nordau[95];
- Der Weibsteufel, Karl Schönherr, režie: Martin Costa, premiéra: 10. 11. 1937, role: Grenzjäger[96];
- Die Weber, Gerhart Hauptmann, režie: Julius Gellner, premiéra: 25. 11. 1937, role: Moritz Jäger[97];
- Tötliche Liebe (Ange et Venus?), Ladislaus (László) Lakatos, režie: Arnold Marlé, premiéra: 8. 1. 1938, role: Dr. W. Koch[98];
- König Heinrich IV. (Henry the Fourth), William Shakespeare, překlad: Hans Ludwig Rothe, režie: Max Liebl, premiéra: 26. 1. 1938, role: Percy „Heißsporn“[99];
- Flachsmann als Erzieher, Otto Ernst, režie: Leopold Dudek, premiéra: 12. 2. 1938, role: Carsten Diercks[100];
- Die Mutter (Matka), Karel Čapek, překlad: Julius Mader, režie: Julius Gellner, premiéra: 8. 3. 1938, role: Vater[101];
- Madame Sans Gêne (Madame Sans-Gêne), Victorien Sardou a Émile Moreau, překlad a úprava: Hans Weigel, hudba: Bernard Grün, režie: Renato Mordo, premiéra: 15. 3. 1938, role: Napoleon Bonaparte.[102]

### Umělecká činnost v Stadttheater Žatec
- Florian Geyer, Gerhart Hauptmann, premiéra: 30. 4. 1938, režie a titulní role.[20]

### Umělecká činnost v Stadttheater Liberec
- Prinz Friedrich von Homburg, Heinrich von Kleist, režie: Theo Anton Modes, premiéra: 23. 11. 1938, role: Friedrich Wilhelm, Kurfürst von Brandenburg[103];
- Schlageter, Hanns Jochst, režie: Hans Kittel, premiéra: 4. 12. 1938, role: Exellenz General X.[104];
- Robinson soll nicht sterben, Friedrich Forster, premiéra: 5. 1. 1939, režie[105];
- Schill, Franz Höller, premiéra: 11. 2. 1939, režie a role: Leopold Jahn[106];
- Der widerspenstigen Zähmung, William Shakespeare, režie: Friedrich Neubauer, premiéra: 27. 4. 1939, role: Petruccio[107];
- Meier Helmbrecht, Karl Bacher, premiéra: 17. 5. 1939, režie[108];
- Ein großer Mann privat, Harald Bratt (vlastním jménem August Christian Riekel), režie: Richard Ulrich, premiéra: 13. 9. 1939, role: Ralf Gregor[109];
- Der Traum ein Leben, Franz Grillparzer, premiéra: 1. 11. 1939, režie[110];
- Faust – 1. díl, Johann Wolfgang von Goethe, premiéra: 31. 3. 1940, režie.[111]

### Divadelní role ve Württembergisches Staatstheater Stuttgart
- Ein Spiel von Tod und Liebe (Le Jeu de l'amour et de la mort), Romain Rolland, překlad: Erwin Rieger, premiéra: 1. 9. 1946, role: Crapart;
- Professor Mamlock, Friedrich Wolf, premiéra: 6. 9. 1946, role: Dr. Seidel;
- Macbeth, William Shakespeare, premiéra: 11. 9. 1946, role: Banquo;
- Antigone, Jean Anouilh, překlad: Franz Geiger, premiéra: 23. 9. 1946, role: Ein Bote do 23. 9. 1947, pak nahrazen, znovu obsazen 30. 12. 1947;
- Der G'wissenswurm, Ludwig Anzensbruder, premiéra: 16. 11. 1946, role: Poltner;
- Das Apostelspiel, Max Mell, premiéra: 1. 12. 1946, role: Der Großvater;
- Der Trojanische Krieg fällt aus (La guerre de Troie n'aura pas lieu), Jean Giraudoux, překlad: Boris von Borresholm, premiéra: 22. 12. 1946, role: Abneos;
- Mary von Schottland (Mary of Scotland), Maxwell Anderson, premiéra: 5. 3. 1947, role: Lord Ruthven;
- Straßenmusik, Paul Schurek, premiéra: 15. 5. 1947, role: Wenzel Vogurka;
- Die Bernauerin, Carl Orff, premiéra: 15. 6. 1947, role: Kaspar Bernauer;
- Gyges und sein Ring, Friedrich Hebbel, od 13. 9. 1947 alternace v roli: Sklave Karna;
- Caligula, Albert Camus, překlad Ernst Glaeser a Hans H. Hauser, premiéra: 29. 11. 1947, role: Erster Dichter, od 16. 1. 1948 role: Lepidus, patricij;
- Bluthochzeit (Bodas de Sangre), Federico García Lorca, překlad: Enrique Beck, od 8. 12. 1947 v roli: Erster Holzfäßer;
- König Drosselbart, Margrit Glaser a Hans Canineberg podle bratří Grimmů, premiéra: 17. 12. 1947, dětské představení, režie;
- Heroische Komödie, Ferdinand Bruckner, premiéra: 29. 1. 1948, role: Francois, Diener;
- Undine (Ondine), Jean Giraudoux, překlad: Hans Rothe, premiéra: 7. 2. 1948, role: Zweiter Richter, od 10. 3. 1948 alternace.

### Filmografie
- Der Draufgänger, Německo 1931, Richard Eichberg-Film GmbH, režie: Richard Eichberg, role: Parker, Browns Komplize.[11]
- Die Koffer des Herrn O.F. (jiný název: Bauen und Heiraten), Německo 1931, Tobis Filmkunst, režie: Alexis Granowsky.[11]
- Unter falscher Flagge, Německo 1932, Deutsche Universal-Film AG, Tobis Filmkunst, režie: Johannes Meyer, role: Monteur.[11]
- Fünf von der Jazzband, Německo 1932, Deutsche Universal-Film AG, režie: Erich Engel, role: Moritz.[11][12][112]
- Listopad, Československo 1935, Lloyd Praha – Brno, režie: Otakar Vávra, role: Muž (jako Bedřich Klippel; český dabing Vladimír Borský).
- Jana, das Mädchen aus dem Böhmerwald (německá verze filmu Jana), Československo / Rakousko (v němčině) 1935, Meissner Film Praha, režie: Robert Land, role: Ein Gutsaufsehen (Dozorce na statku).[11]
- Held einer Nacht (německá verze filmu Hrdina jedné noci), Československo (v němčině) 1935, Meissner Film Praha, režie: Martin Frič, Henry Oebels-Oebstrom, role: Filmový herec Fredy.[113]
- Port Arthur, Německo / Francie / Československo (v němčině) 1936, F.C.L., F.C.L., Slavia Film, režie: Nicolas Farkas, role: Adjutant.[11]
- Robot-Girl Nr. 1 (německá verze filmu Panenka), Československo / Německo (v němčině) 1938, Metropolitan Film, režie: Josef Medeotti-Boháč, role: Mr. Cheat Nr. 1.
- Menschen in den Bergen (německá verze filmu Lidé pod horami), Československo / Německo (v němčině) 1938, Meissner Film Praha, režie: Václav Wasserman, role: Čeledín Štěpán.
- Gefährliche Fracht, NDR 1954, DEFA, režie: Gustav von Wangenheim, role: Offizier.

### Další literatura
- FREJKOVÁ, Eliška. Dokumentace německých divadel v Praze 1918–1938. Praha: členěný strojopis, 1972?. S. viz seznam citací. Knihovna Divadelního ústavu, signatura MB 2819.
  - Citace: sezóna 1933/34 soupis – s. 6; sezóna 1934/35 soupis – s. 1, 2, 4, 5, 7, 9, 11, 12, 14, komentáře – s. 2, 9; sezóna 1935/36 soupis – s. 2, 3, 5, 6, 9–12, komentáře – s. 13, 14; sezóna 1936/37 soupis – s. 1–4, 6, 8, 10–14, komentáře – s. 4, 9; sezóna 1937/38 soupis – s. 1–5, 7, 9, 10, komentáře – s. 7, 18, 23.
- ULRICH, Paul S. Theater, Tanz und Musik im Deutschen Bühnenjahrbuch. Svazek 1. Berlin: Verlag Arno Spitz GmbH., 1984. ISBN 3-87061-266-5. S. 767. (němčina)
- ULRICH, Paul S. Biographisches Verzeichnis für Theater, Tanz und Musik. Svazek 1. Berlin: Verlag Arno Spitz GmbH., 1997. ISBN 3-87061-673-3. S. 948. (němčina)
- Deutsches Bühnen-Jahrbuch. Berlin: Genossenschaft Deutscher Bühnen-Angehöriger, 1956. S. 90. (němčina)